# Sự ra đời của thần Vệ nữ
Sự ra đời của thần Vệ nữ (tiếng Pháp: La Naissance de Vénus) là một bức tranh sơn dầu trên vải của Jean-Honoré Fragonard, được vẽ từ năm 1753 đến năm 1755 và hiện nay được bảo quản ở Musée Grobet-Labadié ở Marseille.